# Грета из Фауста
Грета из „Фауста” је позоришна представа коју је режирао Срђан Ј. Карановић на основу текста Луца Хибнера. Премијерно је приказана 4. септембра 2020. у позоришту ДАДОВ. Представа је приказана и у оквиру манифестације „Културно лето на Палилули” у оквиру Центра за културу „Влада Дивљан”.

## Радња
Представа истражује како настаје представа, у каквим су односима, каква задужења и са каквим проблемима се суочавају чланови екипа једне представе попут: реквизитера, драматурга и глумаца.
На примеру сцене из Гетеовог „Фауста“ (страница 89) прате се њихови односи и динамика. Сцена од сцена у представи условљена је „типом“ редитеља или глумице који се срећу у конкретној варијацији сцене.

## Улоге
| Лица | Глумци             |
| ---- | ------------------ |
|      | Невен Џелајлија    |
|      | Анђела Радовић     |
|      | Мина Хајдер        |
|      | Теодора Драгићевић |
|      | Ива Милановић      |
|      | Лука Грбић         |
|      | Ђорђе Кадијевић    |
|      | Андријана Ђорђевић |
|      | Марта Богосављевић |